# 亚洲长翼蝠
亚洲长翼蝠（学名：Miniopterus fuliginosus），一种广泛分布于高加索山脉以东的亚洲地区的蝙蝠，隶属于长翼蝠科长翼蝠属。本种过去曾被视为普通长翼蝠（Miniopterus schreibersii）的一个亚种，现通过基因分析支持本种为独立物种。

## 形态特征
亚洲长翼蝠前臂长45～50.76毫米，上第三臼齿横间宽度小于等于7.3毫米。